# Svizzera all'Eurovision Song Contest 1977
La Selezione Svizzera per l'Eurofestival 1977 si svolse a Zurigo il 19 gennaio 1977.

## Canzoni in ordine di classifica
| Posizione | Canzone                                  | Artista                    |
| 1.        | Swiss Lady                               | Pepe Lienhard Band         |
| 2.        | Le livre blanc                           | Paola                      |
| 3.        | Viens avec nous                          | Sweet People               |
| 4.        | Dites-moi ce qu'est l'amour Aldo Rinaldo | Carole Vinci Piera Martell |
| 6.        | Heyho                                    | Véronique Müller           |
| 7.        | Passo... vedo                            | Leonia                     |
| 8.        | Le coeur dans les nuages                 | Gérald Matthey             |
| 9.        | Faites la vie                            | Frédérique Sand            |